# Eriococcus irregularis
Eriococcus irregularis är en insektsart som beskrevs av Walter Wilson Froggatt 1921. Eriococcus irregularis ingår i släktet Eriococcus och familjen filtsköldlöss. Inga underarter finns listade i Catalogue of Life.